# Aaron Peirsol
Aaron Peirsol, född den 23 juli 1983 i Irvine, Kalifornien, är en amerikansk före detta simmare som i början av 2000-talet tillhörde världseliten i ryggsim. 
Han är bror till simmaren Hayley Peirsol.

## Olympiska meriter
Peirsol deltog i OS 2000 i Sydney där han simmade 200 meter ryggsim och slutade på andra plats bakom landsmannen Lenny Krayzelburg. 
Vid OS 2004 i Aten var Peirsol den stora dominanten på ryggsimmet. På 100 meter ryggsim vann han först finalen där han noterade nytt olympiskt rekord. Men senare diskvalificerades han för felaktig vändning. USA överklagade och fick igenom sin protest och Peirsol fick tillbaka sin guldmedalj. Även på 200 meter ryggsim vann Peirsol, båda gångerna var det Österrikes Markus Rogan som slutade tvåa. Peirsol tog även ett tredje guld i Aten denna gång i det amerikanska lagkappslaget på 4 x 100 meter medley.
Vid OS 2008 i Peking vann Peirsol guld i 100 meter ryggsim och lagkapp 4 x 100 meter medley, och silver i 200 meter ryggsim.

## Meriter på världsmästerskap
Peirsol har under 2000-talet varit den stora dominanten på ryggsim. På VM i lång bana har han ett imponerande facit. På 100 meter ryggsim har han guld från VM 2003, 2005 och 2007. På den längre distansen 200 meter ryggsim vann han guld på VM 2001, 2003, 2005 och 2009. På 4×100 m medley har han guld från mästerskapen 2003, 2005 och 2009. Med totalt 10 guld och 2 silver är Peirsol den tredje bästa amerikanska VM-medaljören genom tiderna efter Michael Phelps (26-6-1) och Ryan Lochte (15-4-4).
På kortbane-VM har Peirsol totalt vunnit 7 guld, 1 silver och 1 brons. Dels individuellt på 100 & 200 meter ryggsim och dels ingående i lagkappen på 4×100 & 4×200 meter medley. Dessutom har han ett guld i frisim från lagkappen på 4×100 meter frisim i 2002 års kortbane-VM.

## Världsrekord
Peirsol har flera gånger noterat världsrekord på ryggsim. På 100 meter ryggsim på lång bana slog han vid OS 2004 Krayzelburgs fem år gamla världsrekord när han simmade på 53,45. Vid VM 2007 förbättrade han tiden till 52,98 och då han tog guldmedalj på distansen vid OS i Peking 2008 sänkte han tiden ytterligare till 52,54. Peirsol innehar idag (februari 2015) rekordet på 51,94 satt 2009.
På 200 meter ryggsim på långbana slog han även här Krayzelburgs världsrekord vilket han gjorde 2002 när han simmade på 1:55,15. Denna tid förbättrade han tre gånger innan han 2007 fick se sitt rekord slaget av landsmannen Ryan Lochte. Vid VM 2009 i Rom slog han åter igen rekordet med tiden 1:51,92 vilken står sig än idag (februari 2015).
Vid VM 2009 i Rom deltog han också i det lag som satte och ännu (februari 2015) innehar världsrekordet på 4×100 m medley med sammanlagda tiden 3:27.28
Peirsol hade även världsrekordet på 200 meter på kort bana mellan 2002 och 2004 innan rekordet slogs av Markus Rogan.

### Fotnoter
1. ↑  ”Aaron Peirsol Bio, Stats, and Results - Olympics at Sports.reference.com”. sportsreference.com. Sportsreference. Arkiverad från originalet den 26 december 2008. https://web.archive.org/web/20081226185417/http://www.sports-reference.com/olympics/athletes/pe/aaron-peirsol-1.html. Läst 2 november 2015.